# Antonio Capella Bustos
Antonio Capella Bustos (Alhama de Almería, 11 de abril de 1906 - Mérida, 13 de marzo de 1990) fue un médico, investigador, catedrático y político republicano español. Impartió la cátedra de Bacteriología y Parasitología de la facultad de Medicina en la Universidad Nacional Autónoma de México.

## Primeros años
Antonio Capella nació en el seno de una familia liberal y republicana. Su padre, Santiago Capella Romero, farmacéutico de profesión y amigo personal de Nicolás Salmerón, compaginaba su actividad laboral con el compromiso filantrópico dirigido a paliar las necesidades de la población más desfavorecida de Alhama. Su madre, Adela Bustos Águila, procedía de una antigua familia perteneciente a la burguesía almeriense.
Una vez realizada su enseñanza inicial en su natal Alhama de Almería, se marchó a Granada para continuar sus estudios y posteriormente a Madrid para cursar la carrera de Medicina. La investigación fue una de sus pasiones reconocidas.

## Carrera
Después de haberse graduado como médico, recibió la oferta para formar parte del equipo investigador del Instituto de Investigaciones Médicas de Madrid, más tarde Fundación Jiménez Díaz.
Comprometido políticamente desde muy joven, formó parte del Partido Republicano Radical Socialista con el que acudió a las elecciones municipales de abril de 1931 presentándose por Alhama de Almería. El 16 de abril de 1931, día de la constitución del nuevo ayuntamiento, Antonio Capella estaba en prisión acusado de participar, junto a los capitanes Galán y García Hernández, en la Sublevación de Jaca, ocurrida en diciembre de 1930, siendo éste uno de los acontecimientos que indujeron a Ortega y Gasset, Pérez de Ayala y Marañón a hacer un llamamiento para constituir la Agrupación al Servicio de la República. Al declararse la guerra, en julio de 1936, marchó al campo de batalla desempeñando el puesto de capitán médico. El fin de la contienda y la implantación de la dictadura del general Francisco Franco truncaron su carrera científica en España y marchó al exilio en México.
Desde los primeros momentos vinculó su actividad médica con la acción comunitaria. Este rasgo filantrópico fue una constante en su dilatada trayectoria profesional y personal. Llegó a desempeñar el puesto de director médico del Sanatorio Español de México. Fundó en México, junto al doctor Ignacio Chávez Sánchez, el Instituto Nacional de Cardiología. A la vez dedicó más de treinta años de su vida a la atención sanitaria en el Instituto Mexicano del Seguro Social.
De su labor docente e investigadora obtuvo por oposición la cátedra de Bacteriología y Parasitología de la facultad de Medicina en la Universidad Nacional Autónoma de México. Tradujo algo más de veinte obras, entre ellas los estudios de microbiología de Hans Zinsser, básicas para la formación de los cientos de estudiantes que pasaron por sus aulas. Publicó centenares de artículos y, hasta los últimos momentos de su vida, viajó por las distintas universidades del país impartiendo conferencias con la finalidad de divulgar los avances científicos conseguidos en su campo de trabajo.
Antonio Capella falleció el 13 de marzo de 1990 en Mérida, Yucatán y sus cenizas reposan en su natal Alhama de Almería, Andalucía.